# ジョージ・アンズリー (第2代マウントノリス伯爵)

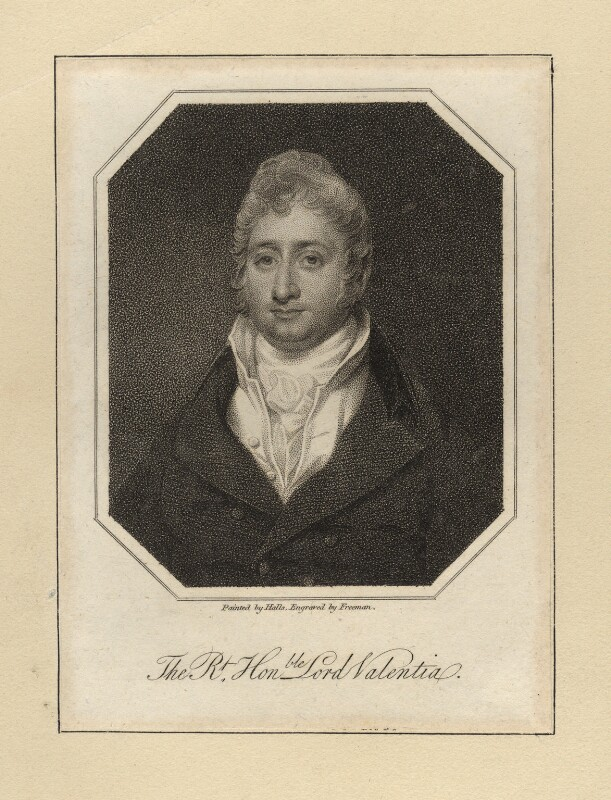
第2代マウントノリス伯爵

第2代マウントノリス伯爵ジョージ・アンズリー（英語: George Annesley, 2nd Earl of Mountnorris FRS FSA FLS、1770年12月4日 – 1844年7月23日）は、イギリスの貴族、政治家。1802年から1806年まで東インド、セイロン、エチオピア、エジプトを旅し、帰国後の1809年に旅行記を出版した。1808年から1810年まで庶民院議員を務めた。1793年から1815年までヴァレンティア子爵の儀礼称号を使用した。

## 生涯
初代マウントノリス伯爵アーサー・アンズリーと1人目の妻ルーシー・フォーテスキュー（Lucy Fortescue、旧姓リトルトン（Lyttelton）、1783年5月20日没、初代リトルトン男爵ジョージ・リトルトンの娘）の息子として、1770年12月4日に生まれ、1771年1月22日に洗礼を受けた。1784年から1787年までラグビー校で教育を受けた後、1787年11月17日にオックスフォード大学ブレーズノーズ・カレッジに入学した。1796年8月5日にダブリンでフリーメイソンに加入、同年11月24日に王立協会フェローに選出された。ほかにも1805年までにロンドン・リンネ協会フェローとロンドン考古協会フェローに選出され、1805年にはロンドン・リンネ協会の理事会会員に選出された。
1802年から1806年まで東インド、セイロン、アビシニア（現エチオピア）、エジプトを旅し、帰国後の1809年に旅行記を出版した。この旅にはヘンリー・ソルトが同行しており、ソルトは道中で多くの絵画を描き、その一部がヴァレンティア子爵の旅行記で挿画として使用された。同年にはソルト自身が絵画に基づく著作を出版したが、絵画の原本はヴァレンティア子爵が保有した。
初代マウントノリス伯爵はウェックスフォード県選挙区で大きな勢力を有しており、1807年にその影響力を息子のヴァレンティア子爵に与えて議員に就任させようとした。一方、政府もヴァレンティア子爵に議席を与えることでマウントノリス伯爵の影響力を確保しようとしており、結局ヴァレンティア子爵はワイト島ヤーマス選挙区の議席を政府から与えられ、ウェックスフォード県では出馬しなかった。議会では初代ウェルズリー侯爵リチャード・ウェルズリーの派閥に属するとされ、1810年5月にカトリック解放に賛成票を投じたほか、概ね与党に同調して投票したものの、議会演説は全くなかった。
1810年2月にウェルズリー侯爵に対し地中海周辺での官職任命を申請したものの、官職を与えられず、同年冬には療養のために議員を辞してマルタ、シチリア島を訪れた。1810年12月にイオニア諸島総督を、1812年6月に在パレルモ公使または代理公使を申請したが、いずれも失敗に終わった。
1816年7月4日に父が死去すると、マウントノリス伯爵位を継承した。同年、ウェックスフォード県総督に任命された。1818年イギリス総選挙ではウェックスフォード県選挙区で長男ジョージ・アーサーを支持したものの、ジョージ・アーサーは得票数4位（2,968票）で落選した。1819年には父と同じくイングランド貴族のアングルシー伯爵位の継承を主張したが、認められなかった。
1844年7月23日にスタッフォードシャーのアーリー城（Arley Castle）で死去した。息子に先立たれたため、マウントノリス伯爵位と従属爵位のアルトハム男爵位は廃絶、ヴァレンティア子爵位は遠戚（初代ヴァレンティア子爵フランシス・アンズリーの四男フランシスの来孫にあたる）のアーサー・アンズリーが継承した。

## 著作
- George, Viscount Valentia (1809). Voyages and Travels to India, Ceylon, the Red Sea, Abyssinia, and Egypt, in the Years 1802, 1803, 1804, 1805, and 1806 (英語). Vol. I. London: W. Bulmer and Co. - 初代ウェルズリー侯爵リチャード・ウェルズリーに献呈[10]
  - 『クォータリー・レビュー』の1809年8月号で書評が刊行された[11]。

## 家族
1790年9月3日、アン・コートネイ（Anne Courtenay、1835年1月6日没、第2代コートネイ子爵ウィリアム・コートネイの娘）と結婚、2男をもうけた。
- ジョージ・アーサー（1793年10月2日 – 1841年3月16日） - 庶民院議員。1816年から1841年までヴァレンティア子爵の儀礼称号を使用した[12]。1837年10月21日、フランシス・コバーン・シムズ（Frances Cockburn Sims、1856年1月27日没、チャールズ・ジェームズ・シムズの娘）と結婚、子供なし[4]
- ウィリアム（1796年 – 1830年） - 生涯未婚[4]

第2代マウントノリス伯爵は両性愛者だった。また、放蕩した生活を送ったとされる。